# Timbang (Kejobong)
Timbang is een bestuurslaag in het regentschap Purbalingga van de provincie Midden-Java, Indonesië. Timbang telt 3043 inwoners (volkstelling 2010).